# Espaço Lp
Em matemática, sobretudo na teoria da medida e na análise funcional, os espaços {\displaystyle L^{p}} são um dos mais importantes espaços funcionais.

## Definição
Seja {\displaystyle f:D\to \mathbb {C} \,} uma função mensurável à Lebesgue definida em domínio {\displaystyle D\,} mensurável.
- Se {\displaystyle p\in [1,\infty )\,}, {\displaystyle f\,} é dita p-integrável e pertence ao espaço Lp se sua norma Lp for finita:

{\displaystyle \|f\|_{L^{p}(D)}=\left(\int _{D}|f(x)|^{p}dx\right)^{1/p}}.
- Se {\displaystyle p=\infty \,}, {\displaystyle f\,} é dita essencialmente limitada e pertence ao espaço {\displaystyle L^{\infty }\,} se existir uma constante {\displaystyle C\,} real tal que:

{\displaystyle \mu \{x\in D:|f|>C\}=0\,}, ou seja, {\displaystyle |f|\leq C\,} exceto em conjunto de medida zero.
A norma {\displaystyle \|f\|_{L^{\infty }(D)}\,} é a menor das contantes com a propriedade acima, ou seja:
{\displaystyle \|f\|_{L^{\infty }(D)}=\inf\{C:\mu \{|f(x)|>C\}=0\}\,}.

## Espaços de Banach
Se as funções em um espaço de Banach são identificadas apenas quase sempre, então as normas estão bem definidas através da desigualdade de Minkowski.

## Espaço L2
O espaço {\displaystyle L^{2}(D)\,} é um espaço de Hilbert dotado do seguinte produto interno:
{\displaystyle \langle f,g\rangle =\int _{D}{\overline {f(x)}}{g}(x)dx\,}.
As funções deste espaço são chamadas de quadrado integráveis e assumem um papel fundamental na teoria das séries de Fourier.